# Eugeni Oneguin
|  | Per a l'òpera vegeu Eugeni Oneguin (Txaikovski). |

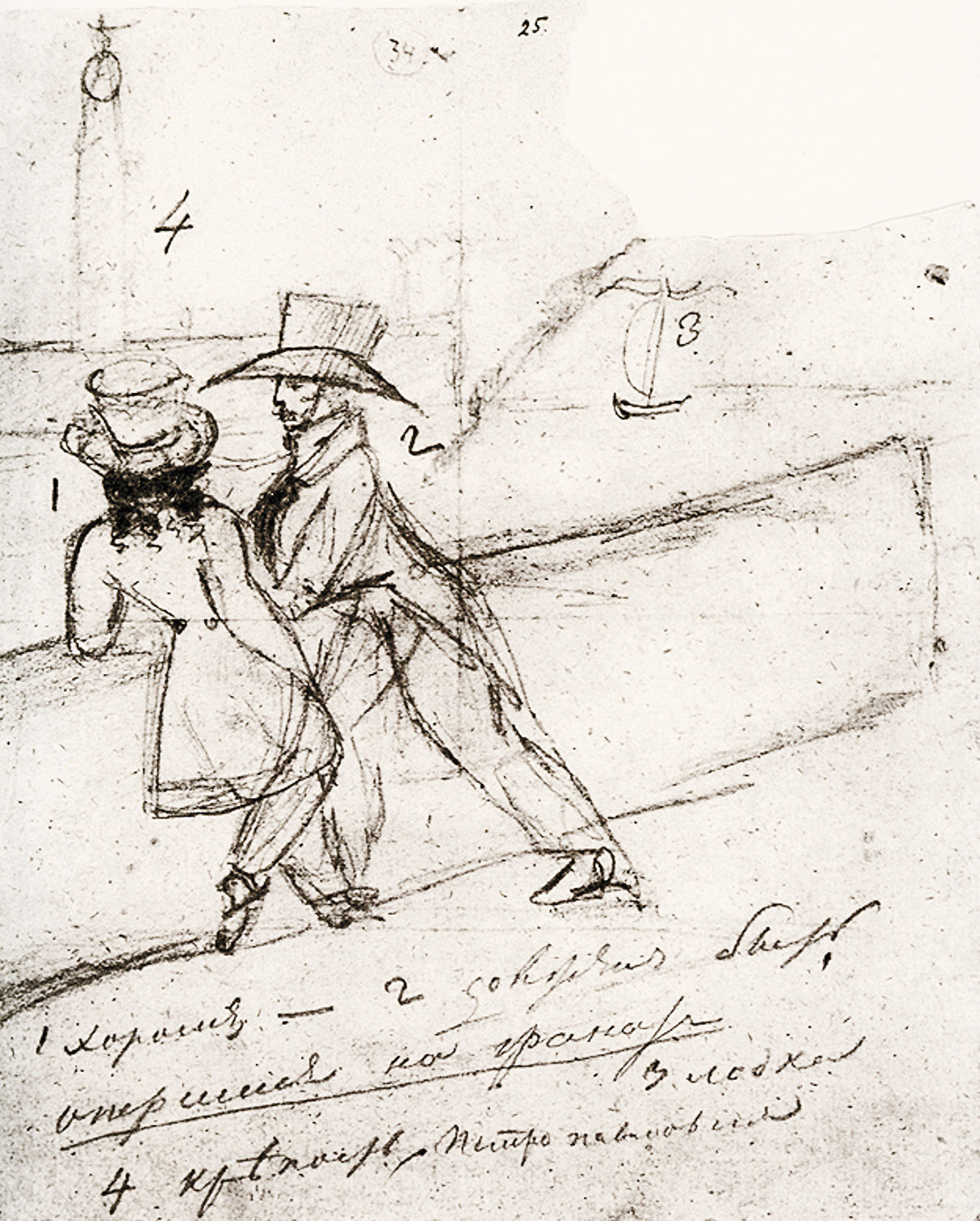
Autoretrat de Puixkin amb Oneguin a la vora del riu Neva

Eugeni Oneguin (en rus modern: Евге́ний Оне́гин) és una novel·la en vers escrita per Aleksandr Puixkin. És un dels clàssics de la literatura russa i el seu heroi serví de model per a una sèrie d'herois literaris russos. Es publicà en forma de sèrie entre el 1823 i el 1831. La primera edició completa és del 1833, i l'edició que actualment és la versió acceptada es basa en la que fou publicada el 1837. Sobre aquesta novel·la, Piotr Ilitx Txaikovski feu una òpera amb el mateix nom.
El tret característic de l'estructura poètica de l'obra és que està escrita gairebé tota en tetràmetre iàmbic amb un esquema de rima inusual: "aBaBccDDeFFeGG", on les lletres minúscules representen rimes planes o esdrúixoles mentre que les lletres majúscules en representen les agudes. Aquesta forma s'ha arribat a conèixer com l'estrofa oneguiana (o sonet puixkinià). Conté 118 síl·labes i està composta per 14 versos iàmbics de quatre peus mètrics cadascun.
El narrador és una versió idealitzada del mateix Puixkin, que sovint incorre en digressions i, mentre que la trama de la novel·la és força escassa, el llibre és més preuat per com ho narra que per allò que hi narra. Això és en part pel seu narrador loquaç, i àdhuc el llibre ha estat comparat amb Tristram Shandy.
El 2001 Xavier Roca-Ferrer va publicar-ne una versió catalana, en prosa, a Ed. Columna. El desembre del 2019, la novel·la va ser publicada en vers pel Club Editor en traducció d'Arnau Barios.

## Sinopsi
Eugeni (Evgueni) Oneguin, un dandi rus que està avorrit de la vida, hereta una mansió al camp del seu oncle. Quan s'hi trasllada fa una insospitada amistat: el poeta Vladímir Lenski. Un dia en Lenski porta n'Oneguin a sopar amb la família de la seva promesa Olga Làrina. En aquesta reunió, la germana de l'Olga, Tatiana (Tània), una jove senyoreta provinciana, aficionada als llibres i poc sofisticada, s'enamora de n'Oneguin. A la nit, la Tatiana escriu una carta a n'Oneguin confessant-li el seu amor, i la hi envia. Això és quelcom que podria fer una heroïna de les novel·les franceses de la Tatiana, però en la societat russa es considera inapropiat que una jove soltera prengui la iniciativa. A diferència del que ella n'espera, n'Oneguin no respon a la carta. Tots dos es troben en una següent visita, en què ell rebutja els seus avenços en un discurs que ha estat descrit com amb tacte però condescendent.
Més endavant, en Lenski, despreocupadament convida n'Oneguin al sant de la Tatiana, prometent una petita celebració amb només la Tatiana, la seva germana i els pares. En aquesta festa n'Oneguin troba un gran ball que li fa recordar el món sofisticat que comença a enyorar. Per venjar-se d'en Lenski (i també per divertir-se), n'Oneguin comença a flirtejar i ballar amb l'Olga. En Lenski marxa enutjat i al matí llança un repte a n'Oneguin per batre-s'hi en duel. Al duel n'Oneguin mata en Lenski, i després fuig.
La Tatiana visita la mansió de n'Oneguin on llegeix els seus llibres, amb notes als marges, i per això comença a creure que el caràcter de n'Oneguin és merament una mescla de diferents herois literaris i que no hi ha un "vertader Oneguin". Més endavant la família porta la Tatiana a viure a Moscou i és presentada en societat.
Alguns anys més tard, n'Oneguin troba per atzar el seu cosí, que és un príncep, i el convida a una recepció. Allà torna a trobar-se amb la Tatiana, que al principi no està segur de reconèixer; li pregunta al seu parent i ell li diu que és la seva esposa. La Tatiana ha canviat molt en aquest nou món, i la seva bellesa provoca grans remordiments en n'Oneguin, que s'adona de l'error que va cometre en rebutjar-la. Intenta conquerir el seu afecte, tot i el fet que ella està ja casada, per aconseguir només que ella l'ignori. N'Oneguin li escriu una carta, però no en rep resposta.

## Temes principals
Un tema d'Eugeni Oneguin és la relació entre la ficció i la vida real. Com l'art sovint imita la vida, la gent també sovint adopta les formes que dicta l'art. La germana romàntica, la Tatiana, està llegint una novel·la romàntica quan la seva mare li diu que la vida real no és així. L'obra és plena d'al·lusions a altres obres literàries i la major part dels personatges principals es veuen influïts per diferents obres. El narrador, Puixkin mateix, reflexiona sobre la seva novel·la i altres obres enmig de la trama.
Un segon tema és el pas del temps i la malenconia que provoca, lligada al tedi general d'uns personatges benestants i amb vida social però amb buidor existencial. Això contrasta amb les passions desfermades i idealitzades pròpies del romanticisme, però que també acaben malament (en rebuig, conformisme, oblit, mort) i que per tant no funcionen com a antídot.

## Composició i publicació
Com moltes altres novel·les del segle xix fou escrita i publicada en fulletó, amb alguns fragments publicats en revistes abans que se n'imprimís la primera edició separada de cada capítol. Molts canvis, alguns de petits, d'altres majors, s'hi feren des de la primera aparició fins a la versió definitiva feta en vida de Puixkin. Les següents dates venen en la seva major part de l'estudi de Nabokov de les fotografies dels esborranys de Puixkin, que llavors estaven disponibles, i el seu estudi de l'obra d'altres sobre el tema.
La primera estrofa del capítol I començà el 9 de maig del 1823 i, tret de tres estrofes XXXIII, XVIII i XIX, finí el 22 d'octubre del mateix any. La resta d'estrofes es completaren i afegiren al seu quadern a la primera setmana d'octubre del 1824. El capítol I fou publicat sencer en un quadernet el 16 de febrer del 1825 amb un prefaci que suggeria que Puixkin no tenia un pla clar de com continuar la novel·la, àdhuc si havia de fer-ho o no.
El capítol II començà el 22 d'octubre del 1823 (per llavors ja s'havia acabat la major part del capítol I) i acabà per al 8 de desembre del mateix any, tret de les estrofes XL i XXXV, que s'hi afegiren més endavant, en els següents tres mesos. La primera edició separada del capítol II aparegué el 20 d'octubre del 1826.
Van ocórrer tota una sèrie d'esdeveniments que van interrompre l'escriptura del capítol III. El gener del 1824 Puixkin deixà de treballar en Eugeni Oneguin per treballar en Els zíngars. Tret de l'estrofa XXV, les estrofes I-XXXI s'hi afegiren el 25 de setembre del 1824. Nabokov suposa que la carta de Tània fou escrita a Odessa entre el 8 de febrer i el 31 de maig del 1824. Els delictes menys greus de Puixkin a Odessa feren que el confinessin en una hisenda que els seus pares posseïen a Mikhàilovskoie, una vila de l'óblast de Pskov, durant dos anys. Deixà Odessa el 21 de juliol del 1824 i hi arribà el 9 d'agost del mateix any. Va reprendre l'escriptura el 5 de setembre i el capítol III fou acabat (a més de l'estrofa XXXVI) el 2 d'octubre. La primera publicació separada del capítol III fou el 10 d'octubre del 1827.
El capítol IV fou començat l'octubre del 1824, a finals d'any Puixkin ja n'havia escrit 23 estrofes i havia arribat a la XXVII per al 5 de gener del 1825, moment en què començà a escriure estrofes per al viatge d'Oneguin i treballà en altres obres. Es creu que acabà el 12 de setembre del 1825, però més endavant va afegir-hi o ometre'n estrofes fins a la primera setmana del 1826. La primera edició separada del capítol IV va aparèixer amb el capítol V en una publicació produïda entre el 31 de gener i el 2 de febrer del 1828.
L'escriptura del capítol V començà el 4 de gener del 1826 i 24 estrofes se'n completaren abans del començament del seu viatge per demanar al tsar la seva llibertat. Marxà el 4 de setembre del 1826 i hi tornà el 2 de novembre del mateix any. Completà la resta del capítol la setmana del 15 al 22 de novembre del 1826. La primera edició del capítol V va aparèixer amb el capítol IV.
Quan Nabokov feu el seu estudi sobre el manuscrit d'Eugeni Oneguin, el capítol VI estava perdut, però avui dia se sap que Puixkin començà el capítol VI abans d'haver acabat el capítol V. Sembla que la major part del capítol ja estava escrit abans del començament del 19 de desembre del 1826, quan tornà de l'exili a la seva finca familiar a Moscou. Moltes estrofes sembla que van escriure's entre el 22 i el 25 de novembre del 1826. Per al 23 de maig del 1828 es publicà la primera edició separada del capítol VI.
Puixkin començà a escriure el capítol VII el març del 1827, però avortà el seu pla originari per a la trama del capítol i canvià de tàctica; completà el capítol el 4 de novembre del 1828. El lector va poder finalment tenir a les mans el capítol VII només el març del 1830.
Puixkin pretenia escriure un capítol titulat Viatge d'Oneguin que ocorreria entre els esdeveniments del capítol VII i els del VIII, i de fet se suposava que seria el capítol VIII. Fragments d'aquest capítol incomplet es publicaren de la mateixa forma que parts de cada capítol s'havien publicat en revistes abans que en la seva primera edició separada.
El capítol VIII fou començat abans del 24 de desembre del 1829, estant el poeta a Sant Petersburg. L'agost del 1830 marxà a Bóldino, on es veu forçat a romandre per una epidèmia de còlera durant tres mesos. Durant aquest temps produí el que Vladímir Nabókov descriu com un "nombre increïble d'obres mestres" i acabà de copiar el capítol VIII el 25 de setembre d'aquest any. Durant l'estiu del 1831 Puixkin revisà i completà el capítol VIII a més de "la carta d'Oneguin", que fou completada el 5 d'octubre del 1831. La primera edició separada del capítol VIII va aparèixer el 10 de gener del 1832.
Puixkin va escriure almenys 18 estrofes d'un capítol X mai acabat.
La primera edició completa del llibre es publicà la tercera setmana de març del 1833. Puixkin hi feu algunes correccions menors per a l'edició del 1837. El text estàndard acceptat està basat en aquesta edició, amb uns pocs canvis deguts a la reinstaurada censura del tsar.

## Personatges d'Eugeni Oneguin
Els cinc personatges principals en són Eugeni Oneguin, el seu amic poeta Vladímir Lenski, un idealitzat Puixkin (el narrador de la novel·la), Tània (Tatiana) Làrina i Olga Làrina.

## El duel
En temps de Puixkin, a principis del segle xix, els duels estaven regulats de manera molt estricta. La principal obligació d'un segon (o padrí) era impedir que el duel realment tingués lloc, i només quan ambdós combatents no estiguessin disposats a renunciar, assegurar-se que el duel tingués lloc d'acord amb les regles establertes. El segon d'un duelista havia de preguntar sempre a la part desafiada si volia disculpar-se per les seves accions, per les quals l'havia convocat a un duel.
A Eugeni Oneguin el segon d'en Lenski, en Zaretski, no li pregunta a n'Oneguin ni una vegada si vol disculpar-se'n, i ja que a n'Oneguin no li és permès disculpar-se per iniciativa pròpia, té lloc el duel amb fatals conseqüències. La primera oportunitat de Zaretski de posar fi al duel és quan dona el desafiament escrit d'en Lenski a n'Oneguin (capítol VI, estrofa IX). En lloc de preguntar a l’Eugene si voldria disculpar-se, ell es disculpa per haver de fer moltes coses a casa seva i se’n va tan aviat com n'Oneguin (obligatòriament) accepta el desafiament.

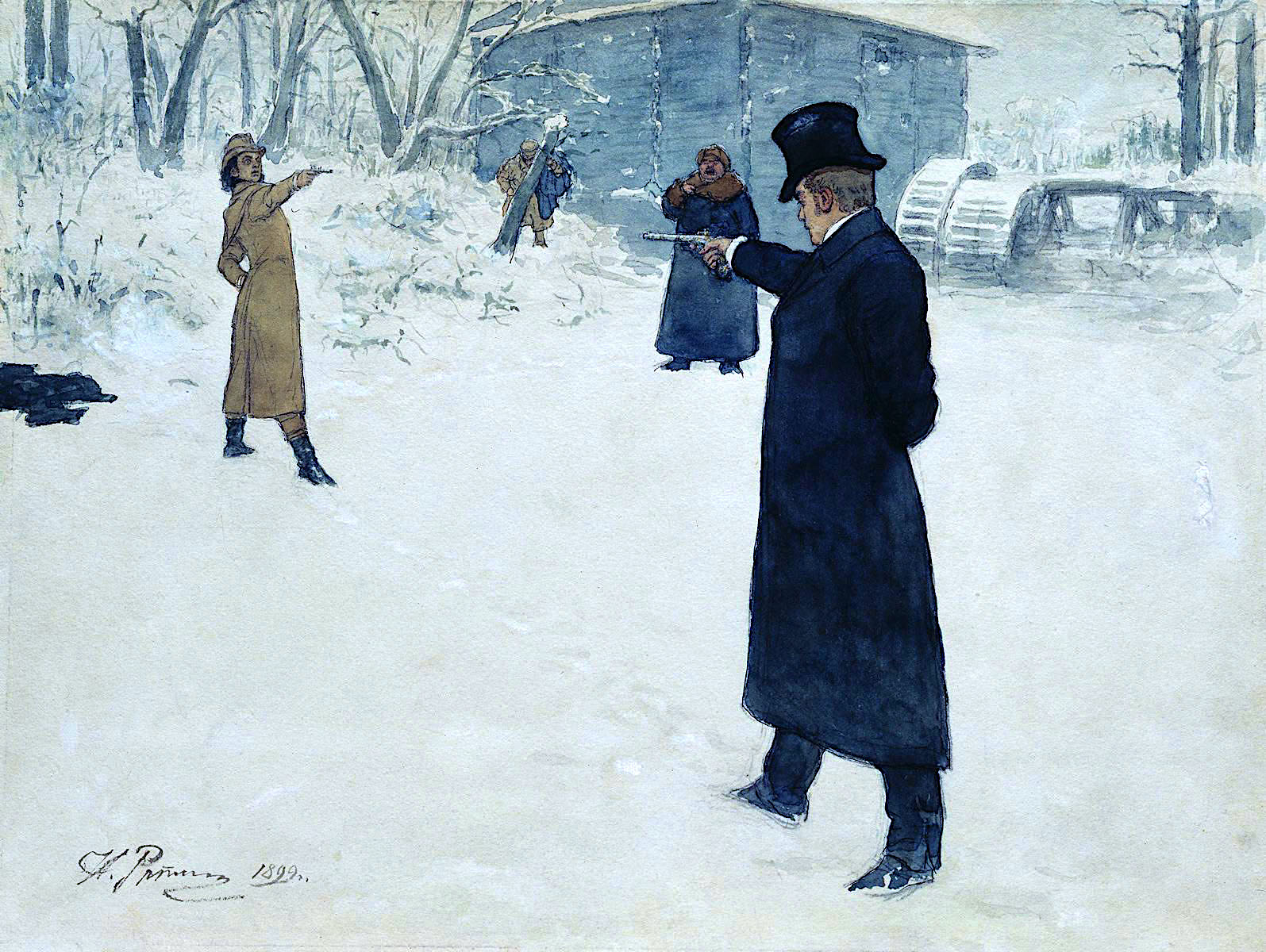
Duel de n'Oneguin i en Lenski. Il·lustració d'Ilià Repin (1899)

El dia del duel, l'endemà del sant de la Tatiana, el 13 de gener, en Zaretski té encara diverses oportunitats d'evitar el duel. Ja que els duels estaven prohibits a l'Imperi Rus, es duien a terme a l'alba. En Zaretski urgeix en Lenski que es prepari poc després de les sis del matí (capítol VI, estrofa XXIII), quan el sol encara s'alçava a deu minuts de dos quarts de nou, perquè ell espera que n'Oneguin hi estigui a l'hora. Tanmateix, n'Oneguin es queda dormint (capítol VI, estrofa XXIV) i arriba a l'escenari més d'una hora tard. D'acord amb el codi dels duelistes, si un arriba més de 15 minuts tard, automàticament perd el duel. En Lenski i en Zaretski han estat esperant durant tot el temps (capítol VI, estrofa XXVI), tot i que era obligació d'en Zaretski proclamar-ne en Lenski guanyador i portar-lo a casa.
Quan finalment hi arriba l'Oneguin, se suposa que en Zaretski li ha de preguntar per última vegada si desitja disculpar-se. En lloc de fer-ho, en Zaretski se sorprèn per l'aparent absència del segon de l'Oneguin. L'Oneguin, contra tota norma, escull el seu criat Guillot com el seu segon (capítol VI, estrofa XXVII), un flagrant insult per al noble Zaretski. En Zaretski, malhumorat, accepta en Guillot com a segon de n'Oneguin. Per les seves accions, en Zaretski no actua com hauria de fer-ho un noble, però aparentment espera ser el centre d'atenció després d'acabar el duel.

## Al·lusions a la història, la geografia i la ciència contemporània
Al llibre Puixkin afirma que Eugeni Oneguin és amic seu, no obstant això, el cognom "Oneguin" no és un autèntic cognom rus, sinó que deriva del riu i llac Onega. Aquest artifici literari serveix per a contradir la realitat implícita d'aquest "amic". Del mateix mode, en Lenski és anomenat així pel riu siberià Lena.

## Adaptacions

### Òpera
L'òpera del 1879, Eugeni Oneguin, de Txaikovski, basada en aquesta novel·la, forma part del repertori operístic estàndard; n'hi ha diverses gravacions, i es representa amb regularitat; el paper protagonista destacat és per als barítons.
L'ària del príncel Gremin, espòs de la Tatiana, A l'amor se sucumbeix a qualsevol edat (acte III, escena I), és parcialment taral·lejada pels personatges de Maixa i Verxinin en l'obra d'Anton Txékhov Tres germanes. La tornada cantada aquí pot dependre de l'audiència i d'on es representi, de mode que pot emprar-se una cançó més coneguda.

### Música incidental
Es va fer una versió escenificada a la Unió Soviètica el 1936 amb direcció d'Aleksandr Taïrov i música incidental de Serguei Prokófiev.

### Cinema
Hi ha una gravació de l'òpera del 1988], dirigida per Peter Wiegl; és una sorprenent presentació visual de l'òpera, si bé hi ha alguns canvis de la posada en escena respecte de la novel·la: al duel, n'Oneguin dispara per matar, no per fallar, i al final no mostra penediment.
La pel·lícula del 1999, Oneguin, és una adaptació britànica de l'obra de Puixkin. Fou dirigida per Martha Fiennes i protagonitzada pel seu germà Ralph Fiennes com a Oneguin, Liv Tyler com a Tatiana, Irene Worth com a princesa Alina i Toby Stephens com a Lenski. D'alguna forma era un projecte en família, ja que uns altres dos germans Fiennes s'hi veren involucrats: Magnus Fiennes va escriure'n la música i Sophie Fiennes va aparèixer-hi en un paper secundari.

## Anècdotes
- Resulta inquietant constatar que Puixkin va morir, com Lensky a la novel·la, en un duel amb pistola.
- Cal destacar igualment que Chaikovski es va casar amb Antonina Miliukova, una antiga alumna que li havia declarat la seva passió, i per por a acabar com Oneguin, corroït pels remordiments, no la va rebutjar. El matrimoni va ser un desastre.
- Douglas Hofstadter, autor de Gödel Escher Bach, va escriure una traducció en anglès d'aquesta obra. Jacques Chirac, expresident de la República francesa, va realitzar una traducció en francès en la seva joventut però no ha estat editada mai.